# Mark Pryor
Mark Lunsford Pryor (nacido el 10 de enero de 1963) es un político estadounidense que se desempeñó como senador de los Estados Unidos por Arkansas de 2003 a 2015. Es miembro del Partido Demócrata y fue fiscal general de Arkansas de 1999 a 2003.
Nacido en Fayetteville, Arkansas, Pryor es hijo del exgobernador de Arkansas y senador David Pryor. Recibió su licenciatura y su título de abogado de la Universidad de Arkansas en Fayetteville . Trabajó en la práctica privada durante varios años hasta que fue elegido para la Cámara de Representantes de Arkansas en 1990. Fue elegido procurador general del Estado en 1998. Pryor anunció su candidatura para el Senado de los Estados Unidos. En 2001, postulándose para el mismo escaño en el Senado que su padre celebrado desde 1979 hasta 1997. Fue elegido con el 54 por ciento de los votos.
Fue reelegido sin oposición republicana en 2008. Durante el 112.º Congreso, se desempeñó como presidente del Subcomité de Comercio de Protección al Consumidor, Seguridad de Productos y Seguros. Pryor se postuló para la reelección en 2014, pero perdió ante el Representante Tom Cotton.